# Noonu

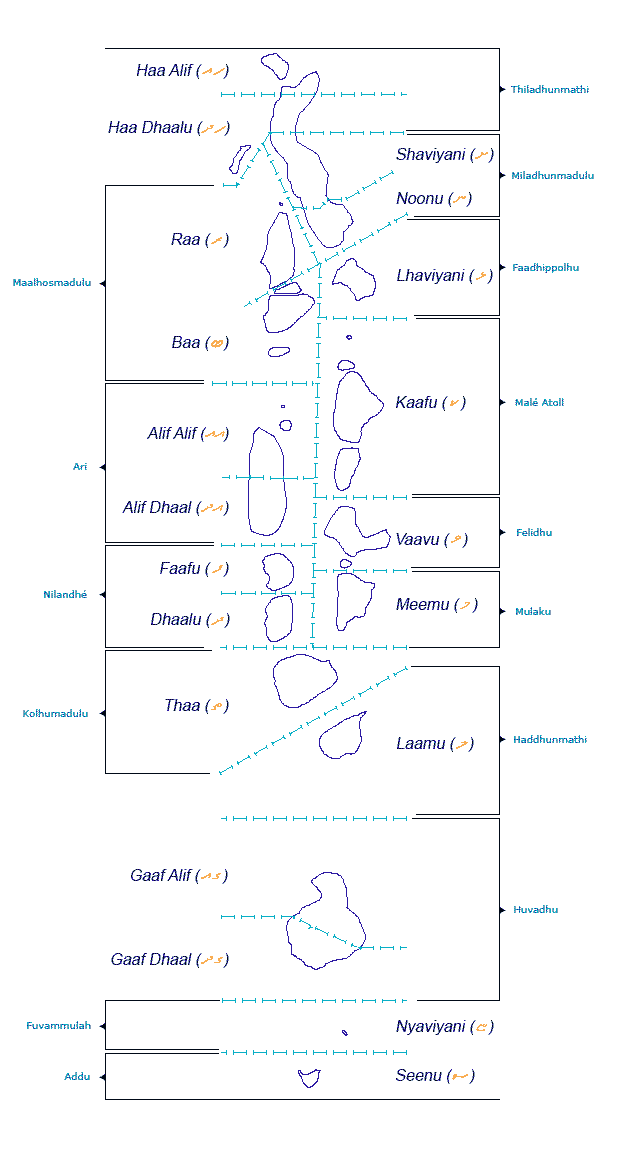
Podział administracyjny Malediwów

Noonu – atol administracyjny, jedna z 21 jednostek administracyjnych Malediwów. Oficjalna nazwa to: Miladhunmadulu Dhekunuburi.

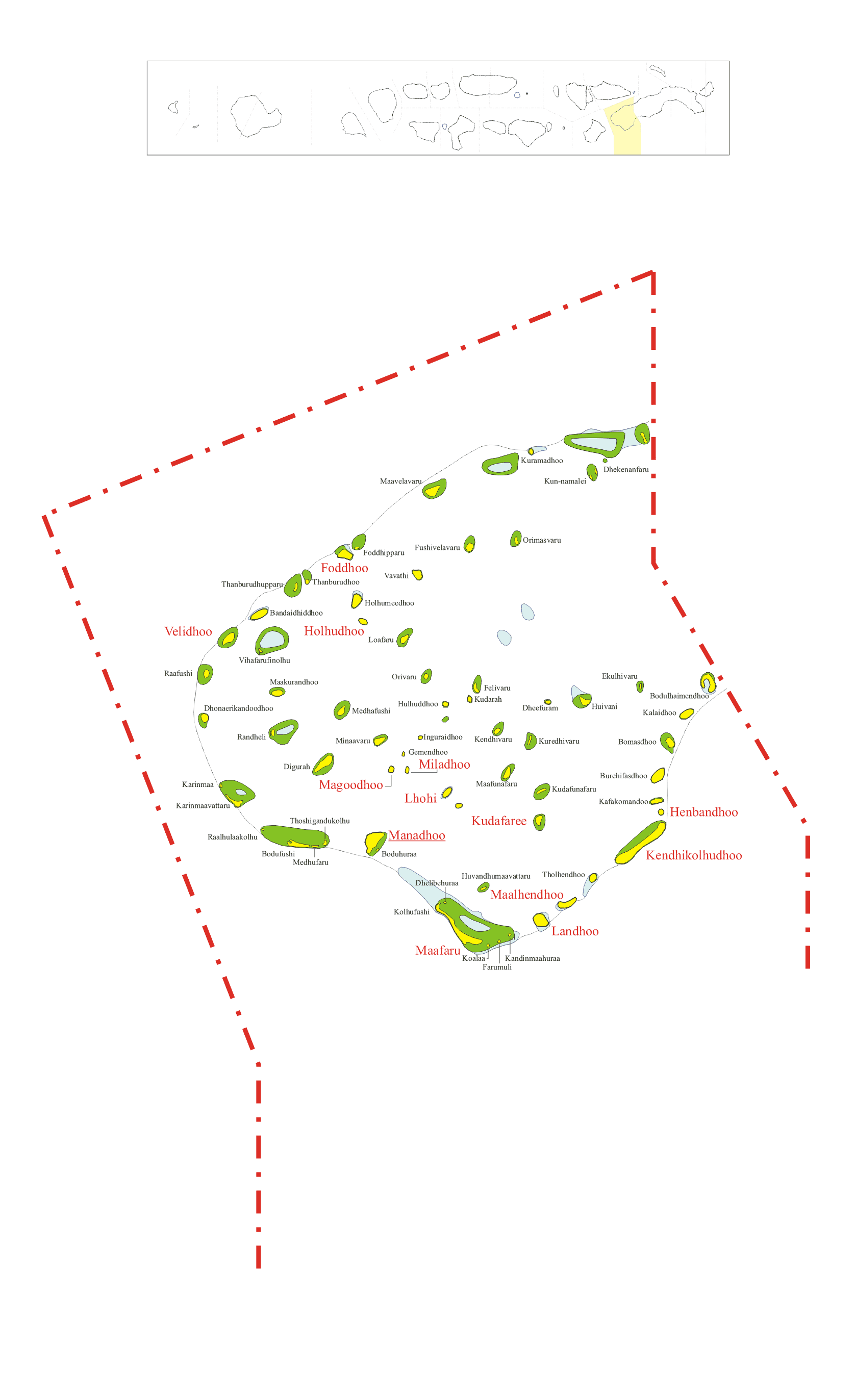
Noonu

Obejmuje swym terytorium południową część atolu Miladhunmadulu, a jego stolicą jest Manadhoo. W 2006 zamieszkiwało tutaj 10 015 osób.